# 작은황금배쌀쥐
작은황금배쌀쥐(Nephelomys nimbosus)는 비단털쥐과 톰스쌀쥐속에 속하는 설치류이다. 모식산지는 에콰도르 안데스산맥 해발 2,000m의 퉁구라우아산 북동부 경사면의 산 안토니오(San Antonio)이다. 5마리의 모식 표본 개체를 포함하고 있다.
등 쪽은 갈색부터 거무스레한 색을 띠는 털이 덮여 있으며, 옆구리로 갈수록 희미해진다. 배 쪽은 회색빛을 띠며, 목에 흰 반점이 나 있다. 꼬리는 길고, 사실상 털이 없으며 아랫면보다 윗면이 더 짙은 색을 띤다. 완모식표본의 전체 몸길이는 304mm이고, 꼬리를 제외한 몸길이는 140mm이고 꼬리 척추 길이는 164mm, 뒷발 길이(발톱 포함)는 34mm, 두개골 길이는 35.5mm이다. 톰스쌀쥐속 대부분의 종은 세 번째 어금니 근처의 구개 구멍인, 후외측 구개 구멍이 두드러지며 일종의 함몰 또는 구멍으로 물러나 보이지 않지만, 작은황금배쌀쥐와 카라콜쌀쥐에서는 훨씬 더 작다.
1926년 미국 동물학자 앤소니(H. E. Anthony)가 에콰도르쌀쥐(Oryzomys auriventer)의 아종으로 처음 기술했다. 에콰도르쌀쥐보다는 작고 절치공의 형태와 털 색이 다르며, 회색배쌀쥐에서 보이는 것과 유사하다. 앤서니는 종에 대한 설명에서 에콰도르쌀쥐가 결국에는 1960년대 초 마침내 이루어진 톰스쌀쥐의 아종으로 강등될 것으로 예상했다. 그 후 에콰도르쌀쥐는 톰스쌀쥐와 관련이 있지만 분리되어 별도의 종으로 복권되었고, 작은황금배쌀쥐도 같은 종들에 속하는 것으로 간주되었다. 2006년에 에콰도르쌀쥐를 포함한 톰스쌀쥐 분류군에 속하는 종들이 새로운 톰스쌀쥐속(Nephelomys)으로 옮겨졌을 때, 작은황금배쌀쥐도 별도의 종으로 동정되었다.